# Christian Felix Weiße

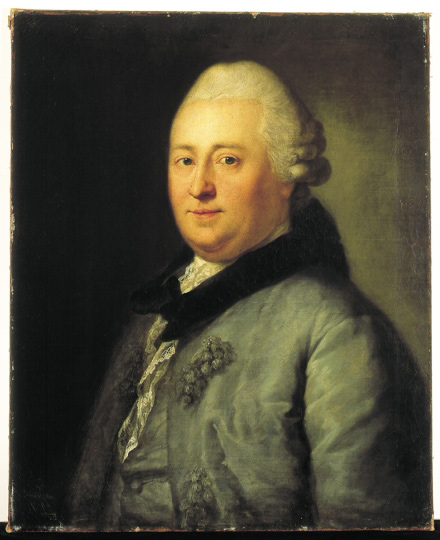
Christian Felix Weiße

Christian Felix Weiße (28. ledna 1726 Annaberg-Buchholz – 16. prosince 1804 Stötteritz, Lipsko) byl německý spisovatel, operní libretista a pedagog. Je pokládán za otce německé dětské literatury.

## Život
Christian Felix Weiße se narodil 28. ledna 1726 v Annabergu na úpatí Krušných hor, cca 10 km od českých Vejprt. Jeho otec, Christian Heinrich Weiße byl rektorem na latinské škole a učitelem orientálních i moderních evropských jazyků. Když byl Christianovi jeden rok, rodina se přestěhovala do Altenburgu, kde navštěvoval gymnázium a činil své první pokusy o psaní poesie.
V letech 1745–1750 studoval filologii a teologii na univerzitě v Lipsku. V této době se seznámil s předními německými literáty, jako byli Christian Fürchtegott Gellert, Gotthold Ephraim Lessing, Friederike Caroline Neuberová, Gottlieb Rabener a Ewald Christian von Kleist.
Po dokončení studia se stal soukromým učitelem hraběte z Geyersbergu, který rovněž v Lipsku studoval. V roce 1759 navštívil Paříž a po návratu přestal být učitelem hraběte z Geyersbergu, ale stal se jeho společníkem na zámku v Burgscheidungen. V témže roce jej požádal Friedrich Nicolai, aby se stal editorem časopisu Bibliothek der schönen Wissenschaften. Weiße pak tento časopis vydával až do roku 1788.
V roce 1762 se Weiße stal v daňovým úředníkem v Lipsku a o rok později se oženil s Christiane Platnerovou, sestrou lékaře a antropologa Ernsta Platnera. V roce 1790, díky hraběti Schulenburgovi, získal zámek ve Stötteritz (dnes předměstí Lipska). Úplně jej rekonstruoval a založil tam anglickou zahradu.
Vedle vlastní poesie a divadelních her měl Weiße velký úspěch se svým časopisem pro děti Der Kinderfreund. V letech 1775–1882 vyšlo 24 svazků a časopis se tak stal prvním pravidelným německým dětským časopisem. Čtyři z jeho básní zhudebnil Wolfgang Amadeus Mozart. Velký úspěch měla rovněž libreta k singspielům Johanna Adama Hillera.
Zemřel 16. prosince 1804 na svém zámku v Stötteritz. Pohřben je na hřbitově Alter Johannisfriedhof v Lipsku. Jeho syn, Christian Ernst Weiße, se stal právníkem a historikem.

## Dílo

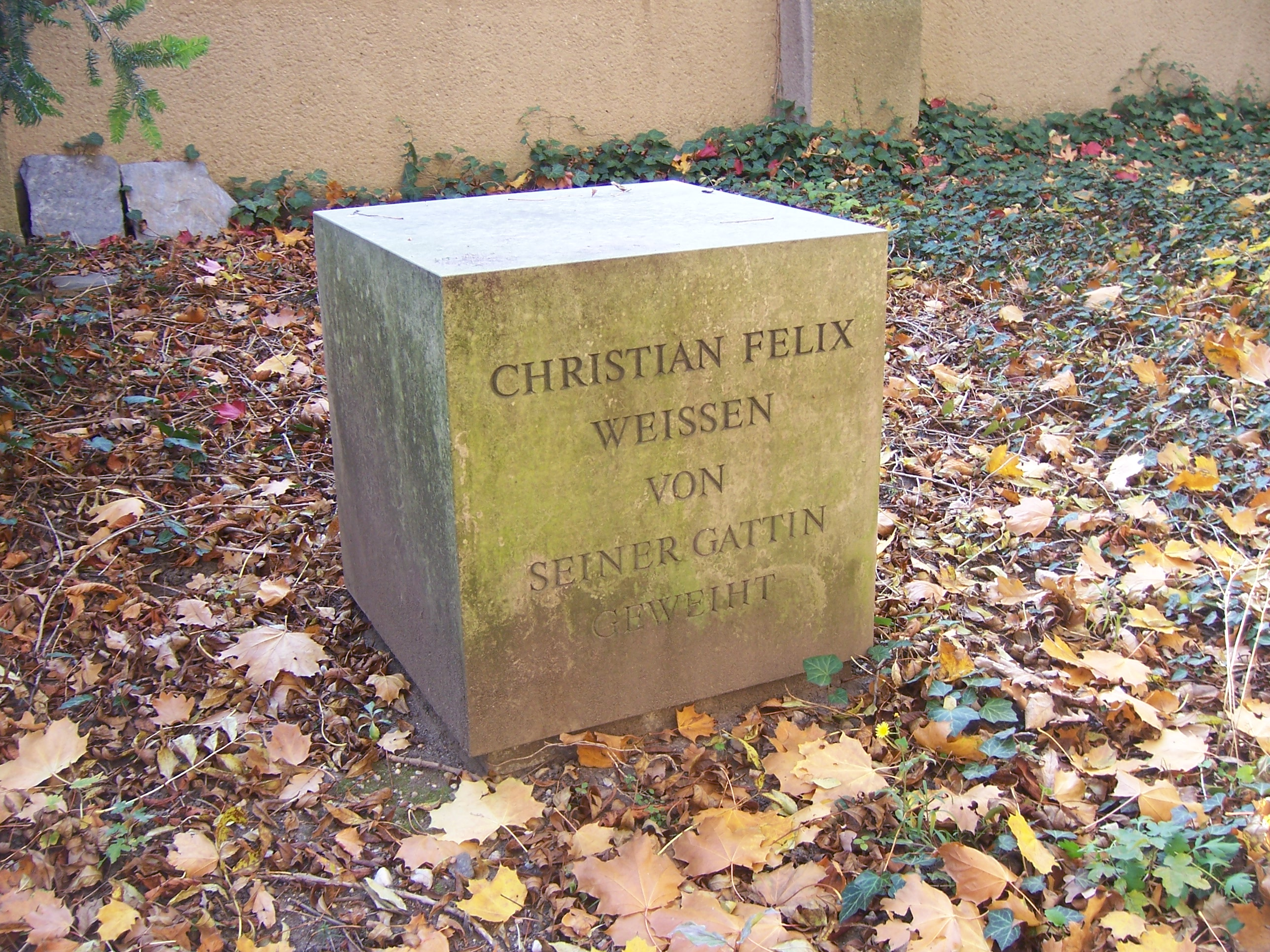
Náhrobek na hřbitově Alter Johannisfriedhof v Lipsku.

### Libreta
- Die verwandelten Weiber oder Der Teufel ist los (hudba Johann Adam Hiller, 1766)
- Lottchen am Hofe (hudba Johann Adam Hiller, 1767)
- Die Liebe auf dem Lande (hudba Johann Adam Hiller, 1768)
- Die Jagd (hudba Johann Adam Hiller, 1770)
- Der Dorfbarbier (hudba Johann Adam Hiller a Christian Gottlob Neefe, 1771)
- Der Aerndtekranz (hudba Johann Adam Hiller, 1771)
- Der Krieg (hudba Johann Adam Hiller, 1772)
- Die Jubelhochzeit oder Das Jubelfest (hudba Johann Adam Hiller, 1773)
- Die kleine Aehrenleserin (dětská opera, hudba Johann Adam Hiller, neprovedeno)
- Die Friedensfeyer oder Die unvermuthete Wiederkunft (hra se zpěvy pro děti, hudba Johann Adam Hiller, 1779)
- Das Denkmal in Arkadien (hra se zpěvy pro mládež, hudba Johann Adam Hiller, ztraceno)
- Romeo und Julie (podle Weißeova překladu Shakespearovy tragédie napsal libreto Friedrich Wilhelm Gotter, hudba Jiří Antonín Benda)

### Divadelní hry
- Die Befreyung von Theben (tragédie, 1764)
- Amalia (komedie, 1765)
- Die Freundschaft auf der Probe (komedie, 1768)
- Lustspiele (3 svazky komedií, 1783)
- Der Krug geht so lange zu Wasser, bis er zerbricht; oder der Amtmann (komedie, 1786)
- Trauerspiele (5 svazků, 1776–1780)

### Knihy pro děti
- Kleine Lieder für Kinder (1766)
- Neues ABC-Buch (1772)
- Der Kinderfreund (24 svazků, 1775–1782)
- Briefwechsel der Familie des Kinderfreundes (12 svazků, 1784–1792)
- Achthundert neue noch nie gedruckte Räthsel (1791)

### Jiné
- Beytrag zum deutschen Theater (5 svazků, 1759–1768)
- Christian Felix Weißens Selbstbiographie (1806)